# Oldřich Blaha
Oldřich Blaha (17. července 1930 Příkazy – 10. července 2016 Brno) byl český hudební skladatel a klavírista.

## Život
Pochází z muzikantské rodiny. Otec byl venkovský amatérský trumpetista, nicméně hrál i v symfonickém orchestru Filharmonie pracujících se sídlem ve Zlíně (tehdy Gottwaldov). Již jako chlapec hrál na varhany a na klavír. První skladby zkomponoval v devatenácti letech.
Vystudoval učitelský ústav ve Valašském Meziříčí a nějaký čas učil na základní škole v malé obci Úblo na polských hranicích. Zde začal hrát v malých hudebních souborech.
V roce 1950 byl přijat na brněnskou konzervatoř. Studoval nejprve dva roky hru na varhany u Josefa Černockého a později klavír u Emila Šotoly. Kromě klasického studia se intenzivně zajímal o jazzovou hudbu a od roku 1952 hrál v orchestru Mirko Foreta. Konzervatoř absolvoval v roce 1955 a v témže roce začal studovat kompozici na Hudební fakultě Janáčkovy akademie múzických umění v Brně. Jeho učiteli byli Jaroslav Kvapil, Vilém Petrželka, Osvald Chlubna a Theodor Schaefr. Vedle studia dále hrál ve Foretově orchestru. Studia na JAMU dokončil v roce 1961. Absolventskou skladbou byla Symfonie pro velký orchestr, kterou na absolventském koncertě řídil Zdeněk Mácal.
V roce 1960 vstoupil jako klavírista a skladatel do špičkového jazzového orchestru Gustava Broma a stal se na pět let spolu s Jaromírem Hniličkou a Pavlem Blatným jeho kmenovým autorem.
V roce 1965 z orchestru odešel a nastoupil do Československého rozhlasu jako hudební režizér. Pod jeho vedením vznikaly nahrávky nejen jazzové a populární hudby, ale i nahrávky klasické symfonické hudby. Spolupracoval s významnými dirigenty jako byli František Jílek, Otakar Trhlík, Libor Pešek, ale i jeho vrstevníci, kteří se později stali velmi známými (Jiří Bělohlávek, Petr Altrichter). V Československém rozhlase setrval až do odchodu do důchodu v roce 1990. I při rozhlasové práci pokračoval v kompozici a účinkoval v různých orchestrech i jako sólista. V roce 1971 spolupracoval s operou Janáčkova divadla v Brně na světové premiéře opery Bohuslava Martinů Trojí přání.
Po odchodu do důchodu se zcela věnoval jazzu a s různými kapelami koncertoval v mnoha zemích Evropy, Ameriky, dokonce i v Antarktidě.

## Dílo
Jeho dílo je zcela ovlivněno jazzem. Napsal mnoho jazzových kompozic a písniček a i v jeho vážné tvorbě se výrazně uplatňují jazzové prvky nebo stojí na pomezí symfonické a jazzové hudby. Z jeho rozměrnějších skladeb stojí za pozornost:
- Blíženci (3 trubky a orchestr – 1975)
- Bolero pro lesní roh a orchestr (1962)
- Cesta do neznáma (vibrafonové kvarteto – 1962)
- Tři písně na texty Miroslava Floriana – 1980)
- Jantar (orchestrální skladba, 1975, 1. cena v soutěži čs. rozhlasu)
- Jazzová suita – (trombón, klavír a dechový kvintet – 1978)
- Jazzová ministudie pro trombón a klavír
- Jazzový trojkoncert (pro symfonický orchestr a big band – 1976)
- Johanka – (komponováno pod dojmem z upálení Jana Palacha)
- Koncertino pro smyčcový orchestr (1975)
- Koncertino a due (1968)
- Koncertino pro filharmonické dechové kvinteto (1982)
- Koncertino pro klavír a orchestr (1959)
- Ornamenty (pro tři příčné flétny a orchestr – 1980)
- Preludium (1981)
- Preludium a toccata (1985)
- Studie pro tři fagoty (1984)
- Suita pro smyčce (1973)
- Suita pro trombón, klavír a dechové kvinteto
- Suita o vodě (1999)
- Symfonie pro velký orchestr (1961)